# CCC Polsat Polkowice/2014
Deze pagina geeft een overzicht van de CCC Polsat Polkowice-wielerploeg in 2014. 

## Algemene gegevens
Algemeen manager: Robert Krajewski
Ploegleiders: Piotr Wadecki, Gabriele Missaglia
Fietsmerk: Guerciotti

## Renners
| Naam                           | Geboortedatum | Nationaliteit | Ploeg 2013                  |
| ------------------------------ | ------------- | ------------- | --------------------------- |
| Josef Černý                    | 11-05-1993    | Tsjechië      |                             |
| Paweł Charucki                 | 14-10-1988    | Polen         |                             |
| Piotr Gawroński                | 25-03-1990    | Polen         |                             |
| Adrian Honkisz                 | 27-02-1988    | Polen         |                             |
| Tomasz Kiendys                 | 23-06-1977    | Polen         |                             |
| Adrian Kurek                   | 29-03-1988    | Polen         |                             |
| Tomasz Marczynski (vanaf 18-2) | 6-03-1984     | Polen         |                             |
| Jarosław Marycz                | 17-04-1987    | Polen         |                             |
| Bartłomiej Matysiak            | 11-09-1984    | Polen         |                             |
| Nikolay Mihaylov               | 08-04-1988    | Bulgarije     |                             |
| Jacek Morajko                  | 26-04-1981    | Polen         |                             |
| Mateusz Nowak                  | 15-07-1992    | Polen         |                             |
| Łukasz Owsian                  | 24-02-1990    | Polen         |                             |
| Maciej Paterski                | 12-09-1986    | Polen         | Cannondale Pro Cycling Team |
| Davide Rebellin                | 09-08-1971    | Italië        |                             |
| Marek Rutkiewicz               | 08-05-1981    | Polen         |                             |
| Branislaw Samojlaw             | 25-05-1985    | Wit-Rusland   | Geen                        |
| Grzegorz Stępniak              | 24-03-1989    | Polen         |                             |
| Mateusz Taciak                 | 19-06-1984    | Polen         |                             |

## Overwinningen
Szlakiem Grodów Piastowskich
Eindklassement: Mateusz Taciak
Puntenklassement: Marek Rutkiewicz
Bergklassement: Łukasz Owsian
Ploegenklassement
Grote Prijs van Tsjechië
Winnaar: Josef Černý
Ronde van Noorwegen
Eindklassement: Maciej Paterski
Ronde van Estland
2e etappe: Adrian Kurek
Ploegenklassement
2000 · 2001 · 2002 · 2003 · 2004 · 2005 · 2006 · 2007 · 2008 · 2009 · 2010 · 2011 · 2012 · 2013 · 2014 · 2015 · 2016 · 2017 · 2018 · 2019 · 2020